# NGC 5214
NGC 5214 је спирална галаксија у сазвежђу Ловачки пси која се налази на NGC листи објеката дубоког неба.
Деклинација објекта је + 41° 52' 20" а ректасцензија 13h 32m 48,5s. Привидна величина (магнитуда) објекта NGC 5214 износи 13,8 а фотографска магнитуда 14,5. NGC 5214 је још познат и под ознакама UGC 8531, MCG 7-28-30, CGCG 218-21, KCPG 381A, AM 1332-331, KUG 1330+421, PGC 47675.